# Mike Smith (baloncestista de 1987)
Michael "Mike" Smith (Vandalia, Misuri, 17 de julio de 1987) es un exbaloncestista estadounidense. Con 1,98 metros de estatura, jugaba en la posición de escolta.

## Trayectoria deportiva

### Universidad
Jugó cinco temporadas con los Buccaneers de la Universidad de Tennessee Oriental, aunque una de ellas se la perdió casi entera por lesión, en las que promedió 12,8 puntos, 5,6 rebotes y 1,8 asistencias por partido. En 2011 fue elegido Jugador del Año de la Atlantic Sun Conference tras promediar 17,9 puntos y 6,8 rebotes por partido. Esa temporada fue también incluido en el mejor quinteto de la conferencia.

### Profesional
Tras no ser elegido en el Draft de la NBA de 2011, fichó por el Eisbären Bremerhaven de la Basketball Bundesliga, donde jugó una temporada en la que promedió 8,3 puntos y 3,5 rebotes por partido. La temporada siguiente, una lesión durante un entrenamiento en una muñeca provocó que se la perdiera entera. En 2013 fichó por el Liège Basket belga, donde jugó una temporada en la que promedió 16,1 puntos y 5,1 rebotes por partido.
En mayo de 2014, y sin salir de la Ligue Ethias, firmó contrato con el Belfius Mons-Hainaut. Allío jugó una temporada en la que promedió 12,7 puntos y 3,8 rebotes por partido. Al año siguiente volvió a cambiar de equipo, sin salir de la liga belga, firmando con el Antwerp Giants. En su primera temporada promedió 12,2 puntos y 3,4 rebotes por partido, mientras que al año siguiente sus números fueron de 12,3 puntos y 4,0 rebotes.
En noviembre de 2017 firmó con el Excelsior Brussels, En su quinta temporada consecutiva en la liga belga promedió 15,8 puntos y 4,6 rebotes por encuentro.